# GMA Network
GMA Network, Inc., comúnmente conocida como GMA, es una empresa de medios filipina con sede en Diliman, Ciudad Quezón. Se dedica principalmente a la transmisión de radio y televisión, con subsidiarias que se ocupan de diversos negocios relacionados con los medios de comunicación. La mayoría de sus beneficios se derivan de los ingresos por publicidad y marketing asociados a la distribución televisiva. GMA es la compañía de medios más grande de Filipinas en términos de capitalización de mercado, ingresos netos, alcance, participación de audiencia y número de estaciones.
Fundada el 14 de junio de 1950, actualmente posee y opera dos cadenas de televisión nacionales (GMA Network y GTV), cuatro canales de televisión digital (Heart of Asia, Hallypop, I Heart Movies y DepEd TV) y dos estaciones de radio nacionales (Super Radyo DZBB 594 kHz y Barangay LS 97.1), dos redes de radio regionales (Super Radyo y Barangay FM) y una red de televisión regional.También opera tres canales internacionales (GMA Pinoy TV, GMA Life TV y GMA News TV International), junto con subsidiarias que negocian en producción y distribución de películas (GMA Pictures), producción y publicación de música (GMA Music), desarrollo y gestión de talentos (GMA Artist Center), proveedores de televisión digital terrestre (GMA Affordabox y GMA Now) y una serie de tecnologías convergentes de Internet y digitales (GMA New Media) en Filipinas. La empresa es una empresa que cotiza en la Bolsa de Valores de Filipinas.
Los canales aliados de la GMA son: Caracol TV y RCN Televisión de Colombia, RCTV y Televen de Venezuela; ATV, Latina Televisión y Panamericana Televisión del Perú; Unitel y Red ATB de Bolivia; Canal 13 y Chilevisión de Chile; Telefe y El Trece de Argentina; Monte Carlo TV y Teledoce de Uruguay; TV Cerro Corá de Paraguay, ABC, CBS y Telemundo de Estados Unidos; Imagen Televisión y TV Azteca de México; Oromar Televisión de Ecuador y Rede Globo de Brasil.

## Historia

### Orígenes
El origen de la GMA se remontan a DZBB de Loreto F. de Hemedes, Inc. de propiedad de Robert "Tío Bob" Stewart, un corresponsal de guerra estadounidense. La primera estación fue puesta en el aire el 14 de junio de 1950 en el cuarto piso del edificio de Calvo en Escolta, Manila. A continuación, cubrió eventos como la muerte del Presidente Ramón Magsaysay y del Fierro, la erupción volcánica del Monte Hibok-Hibok el 17 de marzo de 1957, y las diversas elecciones en el país. DZBB se convirtió en la primera estación de radio en el país a usar el parche de teléfono para entrevistas en vivo. La estación transmite también el precursor de los programas de sátira política de hoy con Kwentong Kutsero''y pegadas al público en el concurso de radio aficionados, Tawag ng Galería. Una década después del lanzamiento de la emisora de radio, los Stewart se aventuraron en la televisión. El uso de dos cámaras y un transmisor de los excedentes,  Canal 7, la de Filipinas estación de televisión en tercer lugar, comenzó a transmitirse el 29 de octubre de 1961. Mientras que la programación de la emisora eran en su mayoría enlatados muestra de los Estados Unidos, la estación se producirá la programación local como Uncle Bob's Lucky Seven Club, Dance Time with Chito, Lovingly yours, Helen y varios programas de noticias. Durante el establecimiento de la estación de televisión, siempre era en el rojo y siempre estaba a una distancia de las redes más grandes y mejor financiados. Pero eso no impidió a la empresa a comenzar a emitir en  Cebú (DYSS-TV) en 1963. La compañía cambió su nombre a Repúblic Broadcasting System en 1970.

### Acuerdos con otras empresas
- Canal 13, TVN y Chilevisión
- ABC y CBS Telemundo
- TV Azteca (Azteca 7 y Azteca 13)
- RCTV y Televen
- Caracol Televisión
- Telefe
- Panamericana Televisión (Cautiva, No me olvides y Una nueva oportunidad)
- Oromar Televisión (Cautiva, No me olvides, Una nueva oportunidad, Legalmente Ciega, Impostora e Dulce Venganza)
- TC Televisión (El Amor Más Grande y Un corazón especial)
- SCTV y Indosiar
- Color Visión